# Diospyros penduliflora
Diospyros penduliflora är en tvåhjärtbladig växtart som beskrevs av Heinrich Zollinger. Diospyros penduliflora ingår i släktet Diospyros och familjen Ebenaceae. Inga underarter finns listade i Catalogue of Life.